# The Hive Stadium
The Hive Stadium er et stadion i Canons Park, Edgware, London. Det er hjemmebane for Barnet F.C., Tottenham Hotspur F.C. Women og London Bees.
Stadionets officielle og samlede kapacitet er 6.500, og dets nuværende tilskuererekord er på 6.215, der blev sat den 28. januar 2019, da Barnet F.C. spillede uafgjort 3–3 mod Brentford F.C.